# ستيفن هايمر
ستيفن هربرت هايمر (بالإنجليزية: Stephen Herbert Hymer)‏ (15 نوفمبر 1934 - 2 فبراير 1974) كان اقتصاديًا كنديًا. ركز بحثه على أنشطة الشركات متعددة الجنسيات، والتي كانت موضوع أطروحته للدكتوراه العمليات الدولية للشركات الوطنية: دراسة الاستثمار الأجنبي المباشر، التي قُدمت في عام 1960، لكنها نُشرت بعد وفاته في عام 1976، من قبل قسم الاقتصاد من معهد ماساتشوستس للتكنولوجيا.

## حياته الشخصية
ولد هايمر في مونتريال، كيبك، كندا. كان والد ستيفن هربرت هايمر صاحب متجر ملابس يهودي من بولندا وكانت والدته مسؤولة عن الحسابات. وقد ألهمه ذلك للبحث في تأثير الشركات متعددة الجنسيات على الشركات المحلية، حيث كان يخشى أن يؤدي وجود منافسين جدد إلى التأثير على أعمال عائلته.
حصل علي بكالوريوس في الاقتصاد والعلوم السياسية مع مرتبة الشرف من جامعة مكغيل في مونتريال في عام 1955. التحق بمعهد ماساتشوستس للتكنولوجيا في خريف ذلك العام لدراسة العلاقات الصناعية، بعد أن انتقل إلى بوسطن حيث التقى بزوجته جيلدا، أيضا من مونتريال. قام بتدريس الاقتصاد في جامعة ييل ولديه ولدان. من عام 1970 حتى الوفاة، عمل هايمر أستاذاً للاقتصاد في المدرسة الجديدة للبحوث الاجتماعية في نيويورك.

## إسهاماته
يعتبر ستيفن هايمر هو والد إدارة الأعمال الدولية بسبب مساهماته المتعلقة بالاستثمار الأجنبي المباشر بالإضافة إلى دراساته وإنتاجه الأكاديمي في مجال نظريات الشركات متعددة الجنسيات.
تم جمع مساهمات هايمر الرئيسية، التي سبقت معظم النظرية الحالية حول موضوعات الشركات متعددة الجنسيات والاستثمار الأجنبي المباشر، في إحدى عشرة وثيقة، بما في ذلك أطروحة الدكتوراه لعام 1960. قبل نظريته عن الاستثمار الأجنبي المباشر، كانت جميع الاستثمارات تعتبر مجرد تحركات رأس المال عبر الحدود. كان يُعتقد أن تحركات رأس المال هذه يتم تحديدها بشكل أساسي من خلال الاختلافات في أسعار الفائدة بين الدول. أثبت هايمر أن هناك تمييزًا بين الاستثمارات المالية وهذه الأنواع من الاستثمارات، والتي أطلق عليها اسم الاستثمار الأجنبي المباشر.
تعتبر النظرية التي قدمها ستيفن هايمر خروجًا عن المنظور الكلاسيكي الجديد والنظر في هيكل السوق المثالي. استنتاج هايمر الرئيسي هو أن الاستثمار الأجنبي المباشر لا يمكن أن ينجح إلا إذا كانت هناك عيوب في السوق يمكن أن تخلق مزايا وصراعات: يمكن للشركات أن تقلل من منافستها من خلال تنفيذ الاستثمار الأجنبي المباشر. بهذه الطريقة، يمكن للشركات القضاء على النزاعات الناشئة في السوق والاستفادة من مزاياها المحددة.
اعتبرت هايمر أن الشركات متعددة الجنسيات مؤسسات أفضل من الأسواق الدولية الفعلية في عملية تحفيز الأعمال، ونقل المعلومات وكذلك تحديد الأسعار. تم توضيح كل هذا من قبل داننغ وبيتليس في الورقة الأكاديمية: «مساهمة ستيفن هايمر في منحة الأعمال الدولية: تقييم وامتداد».
في تحليل طبيعة وأسباب الاستثمار الأجنبي، ميز هايمر بين الاستثمار المباشر واستثمار المحفظة. بعد التأكد من أن الاختلافات في أسعار الفائدة تسبب استثمارات المحفظة، ولكن ليس الاستثمارات المباشرة، وأن التوزيع الصناعي للأخير لا يختلف بشكل كبير من بلد إلى آخر، كما يمكن توقعه إذا كان سببها هو الفروق في الربحية فقط، خلص هايمر إلى أن الاستثمارات المباشرة هي تحركات رأس المال المرتبطة بالعمليات الدولية للشركات. هدفهم هو الحفاظ على السيطرة على الإنتاج. يسمح هذا التحكم إما بقمع المنافسة، أو الإيجارات المناسبة المستمدة من مزايا مثل العمالة الماهرة، والمواد الخام الرخيصة، والوصول إلى أسواق رأس المال أو التكنولوجيا.
في وقت لاحق، استخدم هايمر اللغة الماركسية والمفاهيم بشكل أكثر وضوحًا. في سلسلة من المقالات المنشورة في السبعينيات، نظر في العلاقة بين الدول القومية والشركات متعددة الجنسيات، موضحًا دورها في إنشاء تقسيم دولي للعمل. جادل هايمر بأن هذا التقسيم الهرمي للعمل كان نموذجًا كبيرًا للتقسيم الداخلي للعمل المعاد إنتاجه داخل الشركة متعددة الجنسيات. لم يعتقد هايمر أن هذه الشركات أصبحت أقوى من الدول القومية؛ بدلاً من ذلك، كانت الشركات متعددة الجنسيات متجذرة بقوة في المراكز المالية الرئيسية في العالم، وكانت تميل إلى تعزيز التبعيات والحدود الجغرافية والمكانية الحالية. تم تجميع الأوراق والمقالات حول هذا الموضوع ومختلف المقالات الأخرى من قبل طلاب الدراسات العليا في هايمر من المدرسة الجديدة للبحوث الاجتماعية في الشركة متعددة الجنسيات: نهج راديكالي. أوراق ستيفن هربرت هايمر، التي نشرتها مطبعة جامعة كامبريدج عام 1979.